# イコライザー (映画)
『イコライザー』 (The Equalizer) は、2014年にアメリカ合衆国で製作されたヴィジランテ・アクションスリラー映画。製作・主演はデンゼル・ワシントン、監督はアントワーン・フークアが務めた。
1984年から1989年にかけてアメリカ合衆国で放送されたテレビドラマ『ザ・シークレット・ハンター』の劇場版である。

## ストーリー
マサチューセッツ州ボストン。ホームセンターで働きながら平穏な日々を送るロバート・マッコールは、誰からも慕われる好人物で、深夜は行きつけのダイナーでの読書が日課となっていた。その店には同じく常連で、テリーと名乗る少女娼婦のアリーナがおり、言葉をかわす内に奇妙な友情が芽生えていく。歌手になる夢を持つアリーナは、娼婦の仕事に嫌気がさしていたが、やがてアリーナは自分に暴力を振るった客に反撃して傷つけてしまう。客の苦情を受け、元締めでロシアン・マフィアのスラヴィは見せしめとしてアリーナに激しい暴力を加え、彼女はICU送りとなる。彼女の入院を知り、その悲惨な姿をガラス越しに見たマッコールはスラヴィらのいる一室に赴き、9,800ドルを提示して彼女を自由にするよう申し出るが、スラヴィは無下に断り、これからも彼女を搾取すると言い放つ。素直に引き下がるかに見えたマッコールだが、静かな怒りに燃える彼は、スラヴィ含め、その場にいたギャング5名を、その場にある物だけ用いて30秒足らずで殺害してしまう。
事件を受けてスラヴィのボスであるウラジミール・プーシキンは、部下で解決屋のテディ・レンセンをボストンに派遣する。頭脳明晰で戦闘能力も高く、凶悪なテディは、暴力と情況証拠による推理ですぐにマッコールを割り出す。直接会っても尻尾を出さないマッコールを犯人だと確信するテディであったが、襲撃は失敗し、彼の経歴を洗っても正体すらわからず、テディはますますマッコールに興味を持つ。一方、マッコールの正体は元海兵隊員で国防情報局（DIA）の凄腕特殊工作員で、妻の死を受けて引退した過去を持っていた。かつての同僚スーザンの伝手で敵の情報を得たマッコールは、その正体が、表向きは新興財閥の総帥で政財界に影響力を持つプーシキンであること、テディが元スペツナズの難敵であること、また一部のボストン市警刑事が彼らに加担していることを知る。
マッコールは手始めにロシアン・マフィアと癒着する汚職刑事フランク・マスターズを脅し、ボストンにおけるプーシキンのマネーロンダリングのアジトを壊滅させる。さらにマッコールは次々とプーシキンの拠点を破壊し、彼らの東海岸における活動自体が危ぶまれるほどの事態となる。また、フランクが自己保身のため担保していた政財界の黒い関係のリスト（USBメモリ）も押収し、その内容はFBI捜査官を通じて世に知られることとなる。プーシキンから叱責を受け、後がないテディは戦力をかき集め、ホームセンターの店員を人質に取って、マッコールを港へ誘き出す策に出る。
マッコールはテディを出し抜いて人質を救出すると、逆にホームセンターで彼らを待ち受ける。地の利を活かしたマッコールはホームセンターの工具や鉄条網線などを武器にして、テディたちは為す術なく殺されていく。時に抵抗を受けて負傷し、危機に陥るマッコールであったが、最終的には彼の正体を問うテディを無言のままネイルガンで殺害し、殲滅を完了する。更にその3日後、マッコールはモスクワのプーシキンの屋敷に潜入すると、彼を感電させて殺害する。
後日、ボストンで再び平穏な生活を送るマッコールにアリーナが声を掛けてくる。傷が癒えた彼女は、マッコールから受け取った1万ドル弱（おそらく9,800ドル、退院した時に私物に混ざっていたので、アリーナは、組織が口止め料として入れたと思っている）を元手に真っ当な生活を送っていた。マッコールの平凡な表の顔しか知らないアリーナだったが、常連の店でマッコールから勇気づけられたアドバイスなどのお礼を言って別れる。夜、マッコールはいつものダイナーで本を脇に置き、自らが出した広告サイトに自分への助けを求める人の連絡を待っていた。マッコールは自らを世の中の問題を打ち消す"イコライザー"と認識し、自分のスキルを必要とする人たちのために使おうと決意したのだった。

## キャスト
※括弧内は日本語吹替。
- ロバート・マッコール - デンゼル・ワシントン（大塚明夫）

ホームマート（日本で言うホームセンター）で働く大柄な壮年の男。物静かだが気さくで明るく、ジョークを交えるなど愛想も良い。職場の同僚とも関係は良好で、自身へのイジりに対しても真に受ける事なくユーモアたっぷりに返す人気者。趣味は読書。困っている人物、特に気に掛けた者に対しては見過ごす事をしない情け深い性格。
実は元DIAの凄腕工作員だった男で、妻が亡くなった喪失感から死を装って引退し、静かな生活を送っていた。ただし調査から格闘・射撃・観察・追跡など、現在もその能力は全く衰えていない。
馴染みのレストランで出会った歌手を夢見るテリーの境遇を知り、彼女を食い物にする買春グループから救うために9,800ドルで店から買い取ろうと懇願。しかしボスのスラヴィに解放するのは1週間だけと言われ、さらには彼女がボロボロになったらタダでくれてやると吐き捨てられたため怒りは頂点に達する。瞬時に状況を見極め脳内でシミュレーションを行い、スラヴィら部屋にいたマフィア5人に対して反撃術と室内にある道具のみを使い30秒足らずで全滅させている。
その後はロシアンマフィアの報復などもあった事から、買春の元締めであるプーシキン一味を徐々に追い詰めていく。
- テディ・レンセン（ニコライ・イチェンコ） - マートン・ソーカス（山路和弘）

ロシアンマフィアであるプーシキン直属の部下。仕事上のトラブルを解決する解決屋で冷酷且つ容赦のない性格。ロシアの特殊部隊・スペツナズ出身で、優れた調査能力と推理力に加えルール無用の対応力がある。
スラヴィ殺害の件以降はマッコールを執拗に追い、抹殺するために暗躍する。
- テリー（アリーナ） - クロエ・グレース・モレッツ（潘めぐみ）

歌手を夢見る少女。身寄りがなく情婦として生計を立てているが、かなり無理をしており客とはトラブルを起こす事も。彼女もマッコールの行きつけのレストランの常連で、偶然声を掛けた読書をするマッコールとは次第に打ち解けていく。その過程で本名がアリーナである事を明かすほどであった。
ある日、ICUへ入院するほどの重症を負わされた事をレストラン店主に知らされたマッコールが、様子を見に行った病院で偶然見掛けたマンディから元締めのスラヴィに逆らって暴行を受けた事実を聞かされた事がストーリーの本筋である。
マッコールからは「（自身の生きる）世界を変えろ」と励まされており、退院後は（マフィア壊滅もあり）情婦生活から足を洗い、街を出て夢への一歩を踏み出した。
- フランク・マスターズ - デヴィッド・ハーバー（四宮豪）

汚職に手を染めているボストン市警のベテラン刑事。金をもらっているプーシキン一派のマフィアにも傲慢な態度を取る男。自宅でマッコールに捕まって拷問を受け、プーシキンの資金を警察に押収させるために利用される。
最後まで悪態をついていたがマッコールに「正義を行え」と叱咤され、隠し持っていた証拠を差し出した。
- マンディ - ヘイリー・ベネット（竹内絢子）

テリーの同僚にして友人。入院したテリーを見舞いに来た彼女からスラヴィの非道を聞いたことが、マッコールが報復を始める切っ掛けの一つとなった。
テリーと友人であることを隠していたがテディに見抜かれ、病院で「名前を知らない黒人の男」に会ったことを白状するが、当初嘘をついた罰として絞殺されてしまう。
- スーザン・プラマー - メリッサ・レオ（高島雅羅）

マッコールの現役時代の同僚であり、彼の親友にして一番の理解者。現在は引退して相談役のような事をしており、テディたちマフィア組織の構図など様々な情報をマッコールに伝えた。
- ブライアン・プラマー - ビル・プルマン（安原義人）

マッコールの現役時代からの友人でスーザンの夫。妻と同様に彼の理解者。彼の偽装死をスーザンと共に信じていなかった事を伝え、生きていた事を喜んだ。
- スラヴィ - デヴィッド・ムニエ

買春グループを取り仕切るロシアンマフィアの男。粗暴で情婦を完全に商売の道具としか思っておらず、テリーが逆らった事から見せしめに彼女へ暴行を加えて病院送りにした。それに怒ったマッコールが大金で彼女を店から買い取ろうとしたが突っぱねたため、部下共々マッコールに瞬殺された。
- ラルフィ - ジョニー・スコアーティス（桜井敏治）

マッコールの同僚である肥満体型の若者。警備員になる事が目標で、試験を受けるためマッコールからは食事やトレーニングのアドバイスをもらっているが、少々不真面目で頑張りに欠け、当初は食事の内容をごまかすなどダイエットには本気で取り組んでいなかった。
試験前日に母親の経営するレストランがボヤを起こし、やむなくホームマートを辞めてレストランで働く事になる。しかしこのボヤは町の人々から上納金を巻き上げている汚職警官たちが上納金の滞納に対して起こしたもので、マッコールが密かに汚職警官たちを叩きのめし、巻き上げた金を返させたためホームマートに復職。ダイエットも何とかクリアし、念願だった警備員の試験にも合格した。
終盤は閉店間際のホームマートに襲撃してきたテディらによってスタッフ数人と人質にされてしまうが、駆け付けたマッコールに救われ反撃に協力した。
- テヴィ - アレックス・ヴィードフ（英語版）

スラヴィの部下。
- ウラジミール・プーシキン - ウラジミール・クリッチ

ロシアンマフィアの顔役。何にでも手を出して悪事を働くスラヴィのボス。いつまでもマッコールを捕らえれない上、密輸用タンカーを石油ごと爆破されるなど数々の事業を壊滅させられ大損害を受け、業を煮やしてテディを焚きつけるも失敗。最後はモスクワの自宅でシャワー中に乗り込んできたマッコールによって、剥き出しの電気コードと水浸しにされた床によるトラップで抹殺された。
- その他の日本語吹き替え - 野川雅史/蓮岳大/山本格/後藤ヒロキ/玉木雄士/八百屋杏/東和良/藤原貴弘/塩谷綾子

## 製作
2010年6月、ラッセル・クロウがポール・ハギスを監督に起用して、テレビドラマ『ザ・シークレット・ハンター』の映画化を検討しているとの報道があった。2011年12月、デンゼル・ワシントンが本作に出演することになった。2013年3月21日、アントワーン・フークアが監督に起用されたと報じられた。ワシントンとフークアがタッグを組むのは『トレーニング・デイ』（2002年）以来のことであった。5月10日、クロエ・グレース・モレッツがキャスト入りした。なお、アリーナ役の候補としてニーナ・ドブレフ、ケリー・マクドナルド、アナ・ケンドリックらの名前も挙がっていた。17日、マートン・チョーカシュの出演が決まった。31日、メリッサ・レオが本作に出演するとの報道があった。6月、本作の主要撮影がマサチューセッツ州で始まった。

### 音楽
2013年6月21日、ハリー・グレッグソン＝ウィリアムズが本作で使用される楽曲を手掛けることになったと報じられた。2014年9月23日、本作のサウンドトラックがヴァレーズ・サラバンド・レコーズから発売された。

## マーケティング・公開
2013年12月6日、劇中の写真が初めて公開された。2014年4月16日、本作のポスター第1弾が公開された。22日、『USAトゥデイ』が本作の新しい劇中写真を掲載した。5月24日、本作のファースト・トレイラーが公開された。6月12日、本作のオフィシャル・トレイラーがお披露目された。7月16日、IMAX上映用のポスターが公開された。
当初、本作は2014年4月11日に全米公開される予定だったが、後に公開日は同年9月26日に延期された。9月7日、第39回トロント国際映画祭で本作はプレミア上映された。

## 興行収入
本作は『ボックストロール』と同じ週に封切られ、公開初週末に3200万ドル前後を稼ぎ出すと予想されていたが、その予想は的中した。2014年9月26日、本作は全米3236館で公開され、公開初週末に3413万ドルを稼ぎ出し、週末興行収入ランキング初登場1位となった。この数字はアントワーン・フークア監督作品としては最高の数字となった。

## 評価
本作は批評家から好意的に評価されている。映画批評集積サイトのRotten Tomatoesには189件のレビューがあり、批評家支持率は60%、平均点は10点満点で5.7点となっている。サイト側による批評家の見解の要約は「『イコライザー』は奥深い作品というよりも、むしろスタイリッシュかつ暴力的な作品である。しかし、アントワーン・フークアの演出と正義を執行する男を演じたデンゼル・ワシントンの名演のおかげで、観客の心に届くものにはなっている。」となっている。また、Metacriticには41件のレビューがあり、加重平均値は57/100となっている。なお、本作のCinemaScoreはA-となっている。

## 続編

### イコライザー2
2014年2月24日、テスト試写での好評を受けて、ソニー・ピクチャーズとエスケイプ・アーティスツが本作の続編を企画していると報じられた。10月、フークア監督がインタビューの中で「観客とワシントンが望むなら、続編は十分にありうる」「マッコールというキャラクターはとても面白い。続編があるとしたら、より国際的な色彩の強い作品になるだろう」という主旨の発言をした。2015年4月22日、続編の企画が正式にスタートし、ワシントンが続投するとの報道があった。6月11日、ソニー・ピクチャーズは続編を2017年9月29日に全米公開すると発表した。
2016年11月、続編の全米公開日が2018年9月14日に延期されると共に、フークアの続投が発表された。後に全米公開日は2018年8月3日に前倒しされた。その後、公開日は再度前倒しされることになり、2018年7月20日に全米公開された。